# 日本障がい者サッカー連盟
一般社団法人日本障がい者サッカー連盟（にほんしょうがいしゃサッカーれんめい、英: Japan Inclusive Football Federation、略称：JIFF）は、日本国内の障がい者サッカー7競技団体を統括する一般社団法人。日本サッカー協会（JFA）の関連団体として2016年4月1日に設立された。事務所はトヨタ東京ビル内に置かれている。

## 概要
2014年5月に日本サッカー協会（以下、JFA）が発表した「JFAグラスルーツ宣言」の理念に基づき、2015年4月にJFAと障がい者サッカー7競技団体による「障がい者サッカー協議会」が設置され、統括団体の創設に向けた議論が開始された。第1回の協議会から約1年の準備期間を経て、2016年4月1日、7団体を統括する日本障がい者サッカー連盟（JIFF）が発足した。初代会長には元サッカー日本代表でJFA理事の北澤豪、専務理事兼事務総長にはJFAグラスルーツ推進部部長の松田薫二が就任した。スローガンは「サッカーなら、どんな障害も超えられる。」。ロゴマークは連盟の略称「JIFF」と無限大を表す「∞」の記号を組み合わせたもので、JFAと7団体を合わせた8団体の連携・連帯を意味している。

## 構成
- 特定非営利活動法人 日本ブラインドサッカー協会 (ブラインドサッカー)
- 一般社団法人 日本ろう者サッカー協会　(ろう者サッカー）
- 特定非営利活動法人 日本アンプティサッカー協会　(アンプティサッカー)
- 一般社団法人 日本CPサッカー協会　(CPサッカー)
- 特定非営利活動法人 日本ソーシャルフットボール協会　(ソーシャルフットボール)
- 特定非営利活動法人 日本知的障がい者サッカー連盟　(知的障がい者サッカー)
- 一般社団法人 日本電動車椅子サッカー協会　(電動車椅子サッカー)

（上記の出典：日本障がい者サッカー連盟公式ウェブサイト「連盟概要」より）

## 役員
- 会長：北澤豪（日本サッカー協会）
- 副会長：神一世子（日本CPサッカー協会）、田中正（日本ソーシャルフットボール協会）
- 専務理事：松田薫二（日本サッカー協会）
- 理事：斎藤紘一（日本知的障がい者サッカー連盟）、鈴木猛仁（日本ろう者サッカー協会）、田中暢子（桐蔭横浜大学）、矢島久仁彦（日本アンプティーサッカー協会）、山木譲（日本電動車椅子サッカー協会）、山本康太（日本ブラインドサッカー協会）
- 監事：利水啓剛（バックアップ会計事務所）、友野海也（元三菱重工工事顧問）

（上記の出典：日本障がい者サッカー連盟公式ウェブサイト「連盟概要」より）

### 過去の役員
- 植松隼人（理事、日本ろう者サッカー協会事務局長）
- 徳堂泰作（理事、日本ソーシャルフットボール協会副理事長）
- 松崎英吾（理事、日本ブラインドサッカー協会事務局長兼事業戦略部長[9]）

※役職は当時のもの
（上記の出典：日本サッカー協会公式ウェブサイト「日本障がい者サッカー連盟 役員一覧」より）

## 記者会見・記者発表会
- 一般社団法人 日本障がい者サッカー連盟設立発表会（2016年4月1日、日本サッカーミュージアム ヴァーチャルスタジアム）[10]
- パートナーシップ契約締結記者会見（2016年10月5日、日本サッカーミュージアム ヴァーチャルスタジアム）[11]
- 障がい者サッカー7競技団体統一日本代表ユニフォーム発表会（2017年6月29日、日本サッカーミュージアム ヴァーチャルスタジアム）[12]

## 主催行事
- JIFFインクルーシブフットボールフェスタ2016（2016年12月24日、フットサルステージ）[13][14]
  - 岡田武史、川島永嗣、島田裕介、小林弥生がゲストとして参加した[13][14]。
- 「Warm Blue 2017」キャンペーン（2017年4月2日、渋谷区立神南小学校）[15]
  - アンプティサッカー・ブラインドサッカー体験会
  - サッカーアトラクション
  - ブルーフラッグ作成
  - ブルーフォト撮影会
  - スタンプラリー
  - 障がい者サッカーの紹介
- JIFFインクルーシブフットボールフェスタ2017（2017年12月24日、フットサルステージ）[16][17]
  - 原博実、島田裕介がゲストとして参加した[18]。
- 「Warm Blue 2018」キャンペーン（2018年3月31日、フロンタウン・さぎぬま）[19]
  - ウォーキングフットボール試合
  - ブルーフォト撮影会
- サッカーを通じた共生社会づくりを考えるサロン（2018年8月29日、JFAハウス）[20]

## パートナー
2023年11月18日現在

### JIFFパートナー
- オープンアップグループ
- クオールホールディングス
- 住友ベークライト
- 東京海上日動火災保険
- 日本マクドナルド
- ビーウィズ
- 三菱商事

### 賛同パートナー
- FBモーゲージ
- 協同
- クリエイティブヘッズ
- デル・テクノロジーズ

### サプライサービスパートナー
- 共和ゴム
- PR TIMES
- マネジメントソリューションズ（兼・教育コンテンツ開発パートナー）
- 吉岡
- LearningBOX
- 城南信用金庫
- 株式会社ゼネラルパートナーズ
- 株式会社ジェーエムエーシステムズ

### メディアパートナー
- ゲキサカ

### アライアンスパートナー
- 日本ケアフィット共育機構

## JIFF応援団
障がい者サッカーの認知度向上を目的に、2016年10月に結成された。名を連ねた24選手はSNSなどを通じて障がい者サッカーの情報を発信する活動を行う。
- 個人：川島永嗣、長谷部誠、岡崎慎司、本田圭佑、長友佑都、ハーフナー・マイク、太田宏介、内田篤人、乾貴士、吉田麻也、香川真司、清武弘嗣、酒井宏樹、大迫勇也、酒井高徳、原口元気、宇佐美貴史、武藤嘉紀、宮市亮、浅野拓磨、永里優季、宇津木瑠美、熊谷紗希、岩渕真奈
- 団体：日本フットボールリーグ、日本女子サッカーリーグ、日本フットサル連盟、全日本大学サッカー連盟、Jリーグ選手OB会、日本代表OB・OG会